# Chalybs
Genre
Chalybs est un genre d'insectes lépidoptères de la famille des Lycaenidae et de la sous-famille des Theclinae présents en Amérique.

## Dénomination
Le genre a été nommé par Jakob Hübner en 1819.

## Liste des espèces
- Chalybs chloris (Hewitson, 1877) présent au Brésil.
- Chalybs hassan (Stoll, [1790]) présent au Mexique, en Colombie, au Venezuela, au Surinam et en Guyane.
- Chalybs janias (Cramer, 1779) présent au Mexique, au Guatemala, en Colombie, au Venezuela, au Surinam et en Guyane.
- Chalybs lineata (Lathy, 1936) présent en Équateur[1],[2].

## Répartition
Les Chalybs sont présents en Amérique centrale et Amérique du Sud.